# Johnsonina eriomma
Johnsonina eriomma és una espècie de peix de la família dels triacantòdids i de l'ordre dels tetraodontiformes.

## Hàbitat
És un peix marí, de clima tropical i demersal que viu entre 183-549 m de fondària.

## Distribució geogràfica
Es troba a Cuba i al nord de Tobago.

## Observacions
És inofensiu per als humans.